# Česko-německá státní hranice

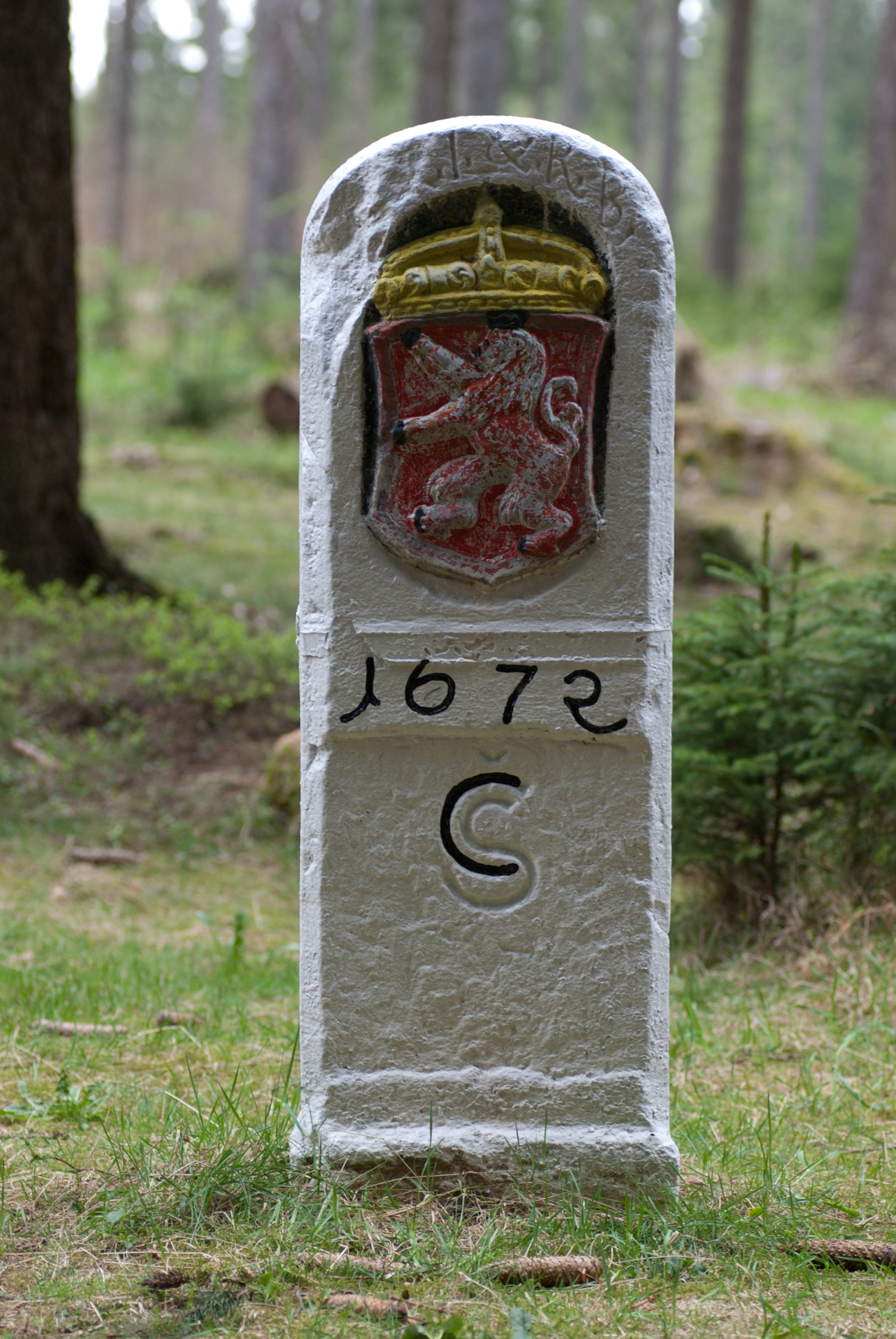
Historický hraniční mezník z roku 1672 na hranici Českého království a Saska (Potůčky v Krušných horách)

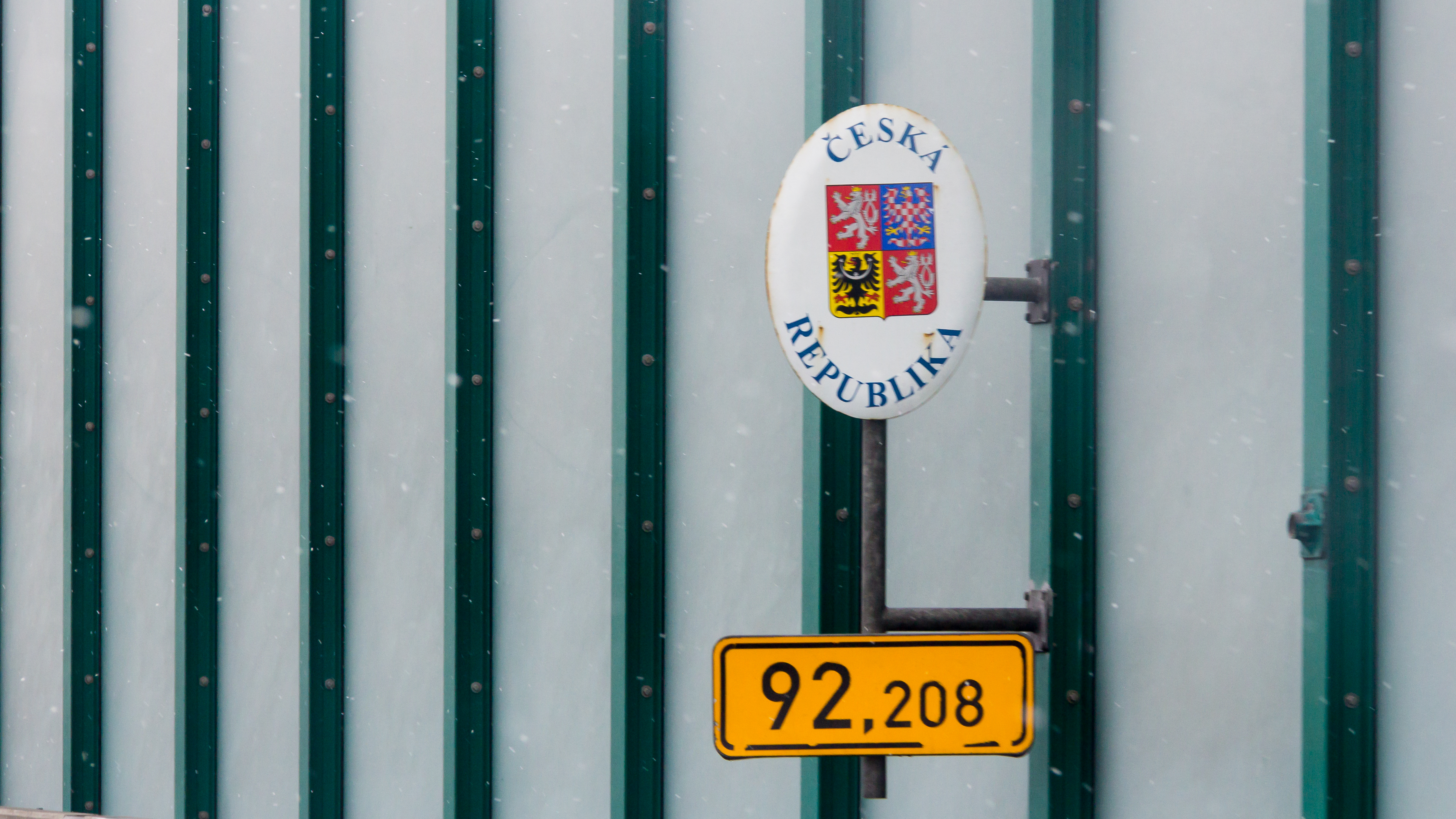
Česko-německý hraniční přechod na dálnici A17-D8

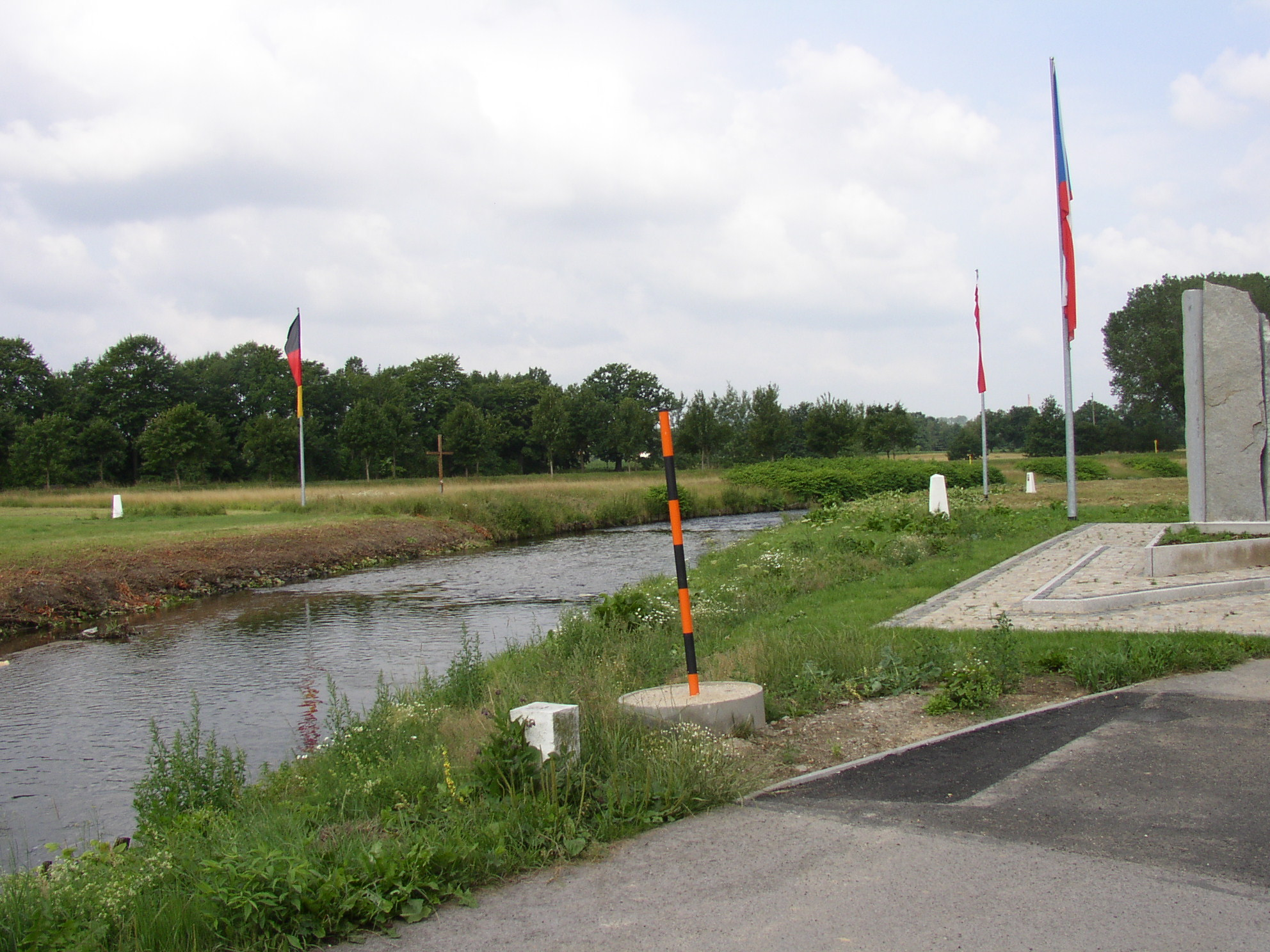
Česko-polsko-německé trojmezí mezi Hrádkem nad Nisou a Žitavou

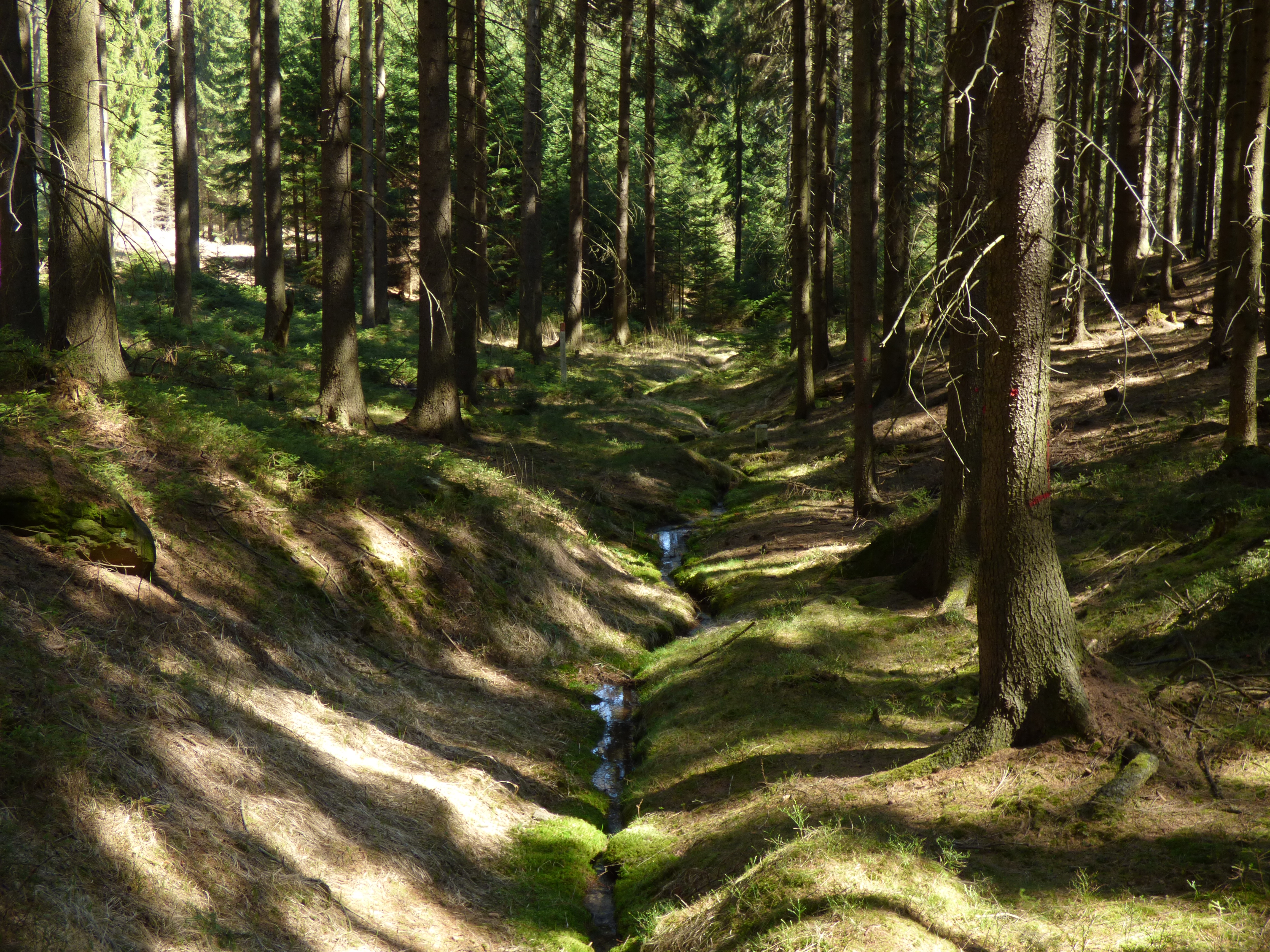
Česko-německá státní hranice na Klopotském potoce

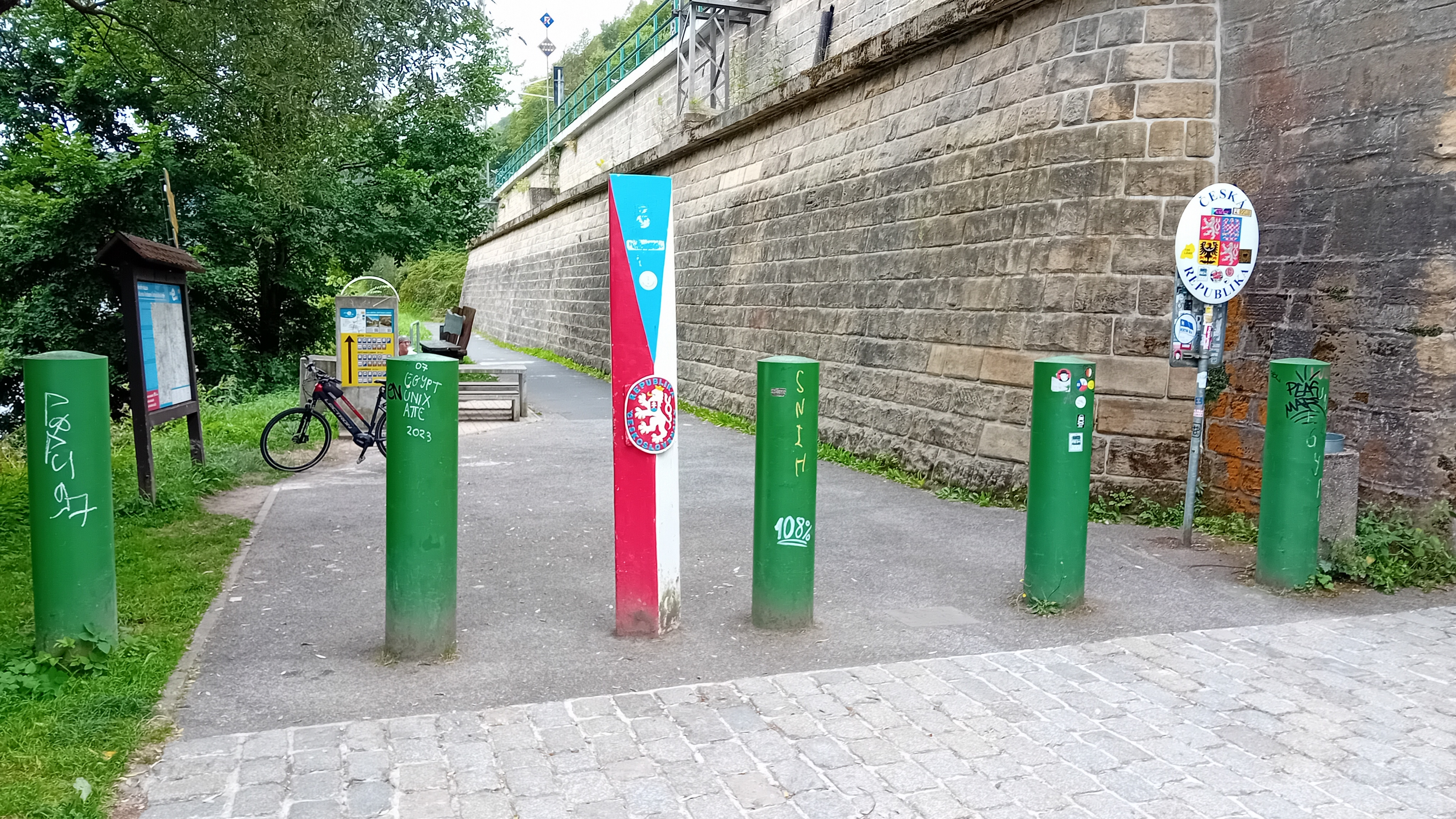
Česko-německý hraniční přechod Dolní Žleb-Schöna

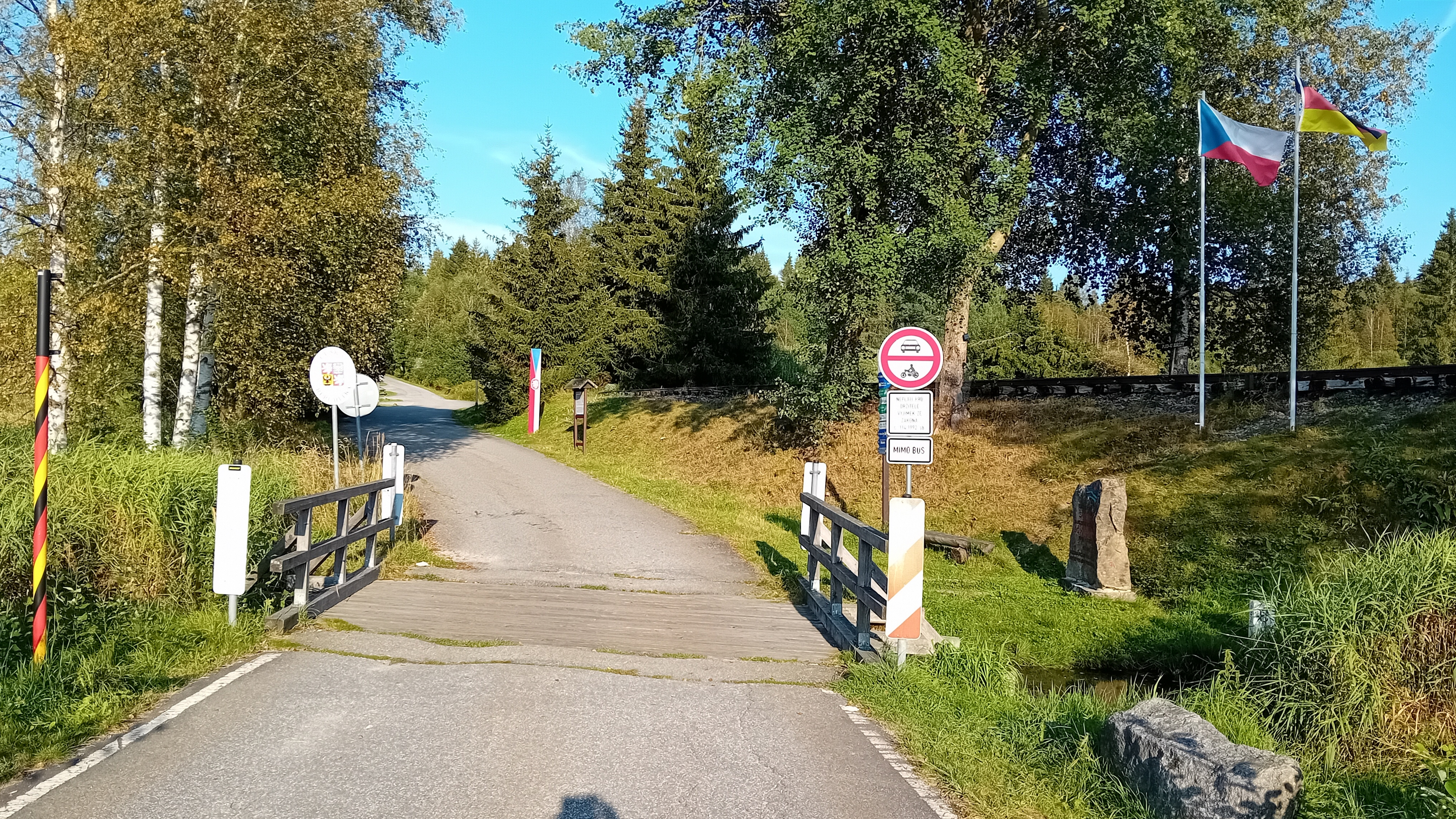
Česko-německý Hraniční přechod Nové Údolí - Haidmühle

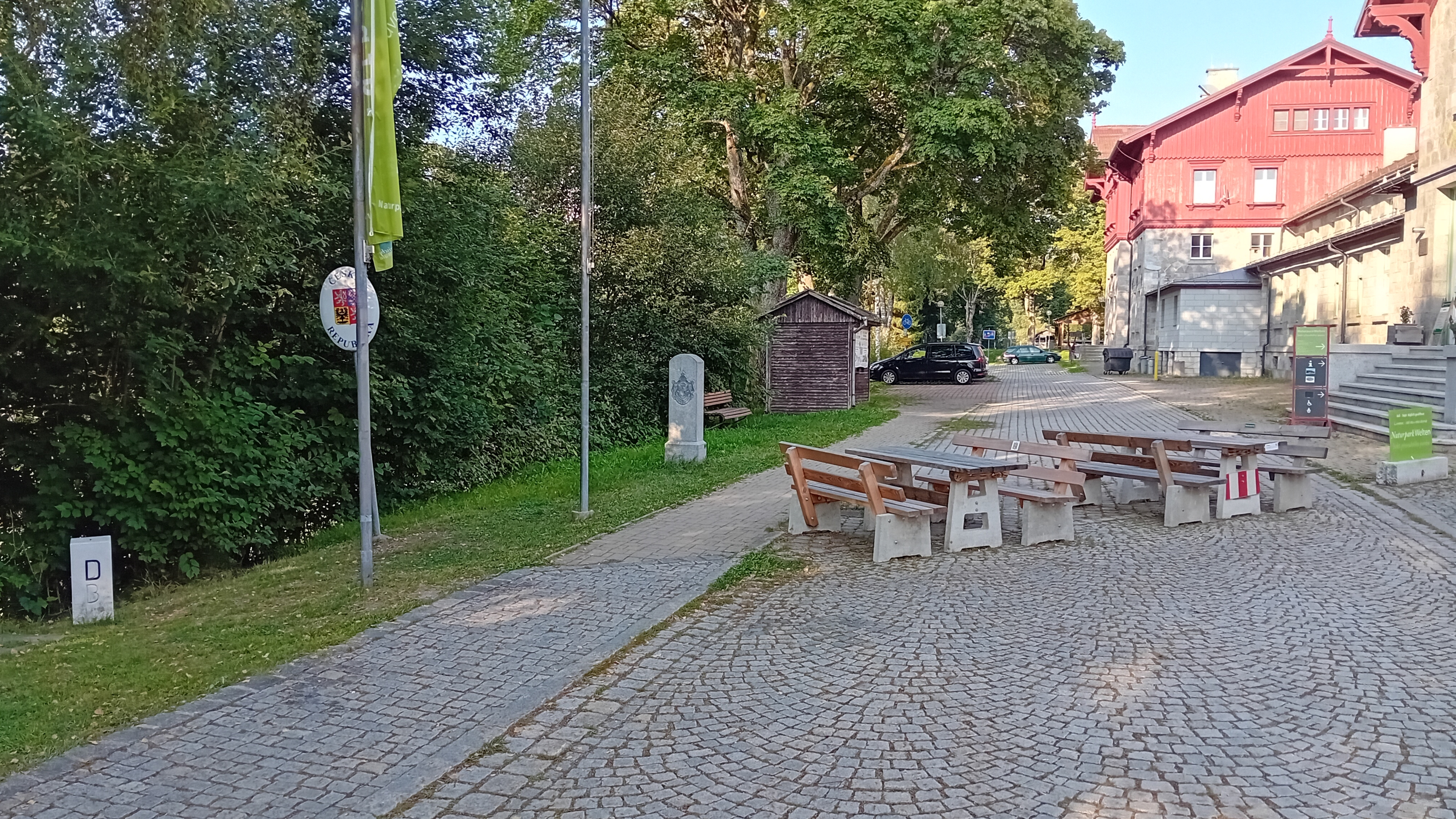
Česko-německý Železná Ruda-Bayerisch Eisenstein

Česko-německá státní hranice je vnitrozemská mezinárodní hranice oddělující dva suverénní evropské státy – členy Evropské unie. Celková délka hranice je 818,8 km, na severu je ohraničena německo-polskou a na jihu německo-rakouskou hranicí. Nachází se na ní krajní body Česka, nejzápadnější a nejsevernější.

## Popis
Na severu začíná česko-německá hranice na česko-polsko-německém trojmezí asi deset metrů od levého břehu řeky Lužické Nisy mezi Hrádkem nad Nisou a Žitavou, u přechodu německo-polské a česko-polské hranice.
Odtud se hranice vine jihozápadním směrem, kopírujíc hřeben Krušných hor až do místa asi 500 metrů jižně od bavorské vesnice Mittelhammer (místní část obce Regnitzlosau). Před sjednocením Německa v roce 1990, toto místo představovalo trojmezí NSR/NDR/Československo.
Od Mittelhammeru, postupuje hranice jihovýchodním směrem, překračuje hřeben Hornofalckého a Českého lesa, až po německo-rakouské a česko-rakouské trojmezí, které se nachází na okraji Národního parku Šumava.

## Historie
V době komunistického režimu v Československu (1948 až 1989) byla tato část hranice součástí železné opony. Ta byla zrušena po pádu komunistických režimů tzv. východního bloku.
Během studené války tehdejší hranice oddělovala socialistické Československo od Západního Německa (Německé spolkové republiky, NSR) a Rakouska. Byla obehnána ostnatými dráty se strážnými věžemi a nepřetržitě střežena socialistickou pohraniční stráží, stejně jako státní hranice mezi NSR a NDR. Tyto bariéry byly zrušeny v prosinci 1989. Oproti hranici mezi oběma německými státy se zde odehrálo poměrně málo pokusů o nelegální přechod.
Hranice mezi ČSSR a NDR tyto bariéry ale téměř neměla.

## Hraniční toky
Česko-německou hranici protíná, či přímo tvoří několik vodních toků:
- Řezná (německy Regen)
- Svarožná
- Chodská Úhlava
- Kouba (německy Chamb)
- Kateřinský potok (Katharinabach a dále jako řeka Frimda)
- Farský potok (Mierbach resp. Fahrbach)
- Teplá Bystřice (Warme Pastritz)
- Černý potok (Schwarzbach)
- Hraniční potok (Rehlingbach)
- Železný potok (Eisendorfer Bächlein)
- Nivní potok (Natschbach)
- Černice (dále jako Bayerische Schwarzach)
- Odrava (Wondreb)
- Ohře (Eger)
- Rokytnice (Regnitz)
- Bílý Halštrov (Weisse Elster)
- Újezdský potok (Mähringsbach)
- Pstruhový potok (Hennebach)
- Rokytník (Saugrundbach)
- Sázek (Scheidebach)
- Blatenský potok (Breitenbach)
- Černá (Schwarzwasser)
- Komáří potok (Mückenbach)
- Zlatý potok (Goldwasser)
- Polava (Pöhlbach)
- Načetínský potok (Natzschung)
- Flájský potok (Flöha)
- Divoká Bystřice (Wilde Weißeritz)
- Mohelnice (Müglitz)
- Bělá (Biela)
- Labe (Elbe)
- Spréva (Spree)
- Mandava (Mandau)
- Lužická Nisa (Lausitzer Neiße)
- Klopotský potok (Gelobtbach)
- Studená Vltava  (Kalte Moldau)
- Řasnice (Grasige Moldau)
- Čertová voda (Teufelsbach)
- Sklářský potok
- Mže (Mies)
- Reslava (Röslau)
- Slatinný potok (Schladabach)
- Račí potok (Selbbach)
- Lužní potok
- Bystřina (Wolfsbach)
- Hazlovský potok
- Svatava (Zwodau)
- Přísečnice  (Preßnitz)
- Svídnice (Schweinitz)
- Moldavský potok (Freiberger Mulde)
- Rybný potok (Fischbach)
- Křinice (Kirnitzsch)
- Tomášovský potok (Hessentrögelbach)
- Vilémovský potok (Sebnitz)
- Údolský potok
- Bukový potok
- Nemanický potok  (Böhmische Schwarzach)
- Spálenecký potok (Danglesbach)
- Svitavka (Zwittebach)
- Lužnička (Lausur)
- Sněžnický potok (Dürre Biele)
- Libský potok (Großbach)
- Krásnohorský potok
- Mechový potok

## Obce na státní hranici ze severu na jih
Uvedeny jsou jen automobilové, železniční a lodní hraniční přechody.
| NĚMECKO       | NĚMECKO                                                                   | NĚMECKO                                        | NĚMECKO                                                     | NĚMECKO                       |                                       | ČESKO                   | ČESKO                       | ČESKO                      | ČESKO                 | ČESKO                   |
| spolková země | okres (Landkreis)                                                         |                                                | obec                                                        | hraniční přechod              |                                       | hraniční přechod        |                             | Obec                       | Okres                 | Kraj                    |
| ------------- | ------------------------------------------------------------------------- | ---------------------------------------------- | ----------------------------------------------------------- | ----------------------------- | ------------------------------------- | ----------------------- | --------------------------- | -------------------------- | --------------------- | ----------------------- |
| Polsko        |                                                                           |                                                |                                                             |                               |                                       |                         |                             |                            |                       |                         |
| Sasko         | Görlitz (Zhořelec)                                                        |                                                | Zittau (Žitava)                                             |                               | N i s a                               |                         |                             | Hrádek nad Nisou (Grottau) | Liberec (Reichenberg) | Liberec (Reichenberg)   |
| Sasko         | Görlitz (Zhořelec)                                                        | L u ž i c k é h o r y                          | Zittau (Žitava)                                             |                               |                                       |                         |                             | Hrádek nad Nisou (Grottau) | Liberec (Reichenberg) | Liberec (Reichenberg)   |
| Sasko         | Görlitz (Zhořelec)                                                        | Jablonné v Podještědí (Gabel)                  | Zittau (Žitava)                                             |                               |                                       |                         |                             |                            | Liberec (Reichenberg) | Liberec (Reichenberg)   |
| Sasko         | Görlitz (Zhořelec)                                                        | Oybin (Ojbín, Ojvín, Ojivín)                   |                                                             |                               |                                       |                         |                             |                            | Liberec (Reichenberg) | Liberec (Reichenberg)   |
| Sasko         | Görlitz (Zhořelec)                                                        |                                                |                                                             | Krompach (Krombach)           | Česká Lípa (Böhmisch Leipa)           |                         |                             |                            |                       | Liberec (Reichenberg)   |
| Sasko         | Görlitz (Zhořelec)                                                        | Jonsdorf                                       |                                                             | Krompach (Krombach)           | Česká Lípa (Böhmisch Leipa)           |                         |                             |                            |                       | Liberec (Reichenberg)   |
| Sasko         | Görlitz (Zhořelec)                                                        | Mařenice (Großmergthal)                        |                                                             |                               | Česká Lípa (Böhmisch Leipa)           |                         |                             |                            |                       | Liberec (Reichenberg)   |
| Sasko         | Görlitz (Zhořelec)                                                        | Großschönau (Saský Šenov)                      |                                                             |                               | Česká Lípa (Böhmisch Leipa)           |                         |                             |                            |                       | Liberec (Reichenberg)   |
| Sasko         | Görlitz (Zhořelec)                                                        |                                                |                                                             | Dolní Podluží (Niedergrund)   | Děčín (Tetschen)                      | Ústí nad Labem (Aussig) |                             |                            |                       |                         |
| Sasko         | Görlitz (Zhořelec)                                                        | Varnsdorf (Warnsdorf)                          |                                                             |                               | Děčín (Tetschen)                      | Ústí nad Labem (Aussig) |                             |                            |                       |                         |
| Sasko         | Görlitz (Zhořelec)                                                        | Leutersdorf                                    |                                                             |                               | Děčín (Tetschen)                      | Ústí nad Labem (Aussig) |                             |                            |                       |                         |
| Sasko         | Görlitz (Zhořelec)                                                        | Seifhennersdorf (Saský Jindřichov)             |                                                             |                               | Děčín (Tetschen)                      | Ústí nad Labem (Aussig) |                             |                            |                       |                         |
| Sasko         | Görlitz (Zhořelec)                                                        | Rumburk (Rumburg)                              |                                                             |                               | Děčín (Tetschen)                      | Ústí nad Labem (Aussig) |                             |                            |                       |                         |
| Sasko         | Görlitz (Zhořelec)                                                        | Ebersbach-Neugersdorf                          |                                                             |                               | Děčín (Tetschen)                      | Ústí nad Labem (Aussig) |                             |                            |                       |                         |
| Sasko         | Görlitz (Zhořelec)                                                        | Jiříkov (Georgswalde)                          |                                                             |                               | Děčín (Tetschen)                      | Ústí nad Labem (Aussig) |                             |                            |                       |                         |
| Sasko         | Görlitz (Zhořelec)                                                        | Neusalza-Spremberg                             |                                                             |                               | Děčín (Tetschen)                      | Ústí nad Labem (Aussig) |                             |                            |                       |                         |
| Sasko         | Görlitz (Zhořelec)                                                        | Šluknov (Schluckenau)                          |                                                             |                               | Děčín (Tetschen)                      | Ústí nad Labem (Aussig) |                             |                            |                       |                         |
| Sasko         | Görlitz (Zhořelec)                                                        | Oppach                                         |                                                             |                               | Děčín (Tetschen)                      | Ústí nad Labem (Aussig) |                             |                            |                       |                         |
| Sasko         | Bautzen (Budyšín)                                                         |                                                | Sohland an der Spree (Zálom)                                |                               | Děčín (Tetschen)                      | Ústí nad Labem (Aussig) |                             |                            |                       |                         |
| Sasko         | Bautzen (Budyšín)                                                         | Velký Šenov (Groß Schönau)                     | Sohland an der Spree (Zálom)                                |                               | Děčín (Tetschen)                      | Ústí nad Labem (Aussig) |                             |                            |                       |                         |
| Sasko         | Bautzen (Budyšín)                                                         | Lipová u Šluknova (Hainspach)                  | Sohland an der Spree (Zálom)                                |                               | Děčín (Tetschen)                      | Ústí nad Labem (Aussig) |                             |                            |                       |                         |
| Sasko         | Bautzen (Budyšín)                                                         | Steinigtwolmsdorf                              |                                                             |                               | Děčín (Tetschen)                      | Ústí nad Labem (Aussig) |                             |                            |                       |                         |
| Sasko         | Bautzen (Budyšín)                                                         | Lobendava (Lobendau)                           |                                                             |                               | Děčín (Tetschen)                      | Ústí nad Labem (Aussig) |                             |                            |                       |                         |
| Sasko         | Sächsische Schweiz-Osterz- gebirge / Saské Švýcarsko-Východní Krušné hory |                                                | Neustadt in Sachsen                                         |                               | Děčín (Tetschen)                      | Ústí nad Labem (Aussig) |                             |                            |                       |                         |
| Sasko         | Sächsische Schweiz-Osterz- gebirge / Saské Švýcarsko-Východní Krušné hory | Dolní Poustevna (Niedereinsiedel)              | Neustadt in Sachsen                                         |                               | Děčín (Tetschen)                      | Ústí nad Labem (Aussig) |                             |                            |                       |                         |
| Sasko         | Sächsische Schweiz-Osterz- gebirge / Saské Švýcarsko-Východní Krušné hory |                                                | Sebnitz (Sebnice)                                           |                               | Děčín (Tetschen)                      | Ústí nad Labem (Aussig) | L a b s k é                 |                            |                       |                         |
| Sasko         | Sächsische Schweiz-Osterz- gebirge / Saské Švýcarsko-Východní Krušné hory | Vilémov u Šluknova (Wölmsdorf)                 | Sebnitz (Sebnice)                                           |                               | Děčín (Tetschen)                      | Ústí nad Labem (Aussig) | L a b s k é                 |                            |                       |                         |
| Sasko         | Sächsische Schweiz-Osterz- gebirge / Saské Švýcarsko-Východní Krušné hory | Mikulášovice (Nixdorf)                         | Sebnitz (Sebnice)                                           |                               | Děčín (Tetschen)                      | Ústí nad Labem (Aussig) | L a b s k é                 |                            |                       |                         |
| Sasko         | Sächsische Schweiz-Osterz- gebirge / Saské Švýcarsko-Východní Krušné hory | Staré Křečany (Alt Ehrenberg)                  | Sebnitz (Sebnice)                                           |                               | Děčín (Tetschen)                      | Ústí nad Labem (Aussig) | L a b s k é                 |                            |                       |                         |
| Sasko         | Sächsische Schweiz-Osterz- gebirge / Saské Švýcarsko-Východní Krušné hory | Doubice (Daubitz)                              | Sebnitz (Sebnice)                                           |                               | Děčín (Tetschen)                      | Ústí nad Labem (Aussig) | L a b s k é                 |                            |                       |                         |
| Sasko         | Sächsische Schweiz-Osterz- gebirge / Saské Švýcarsko-Východní Krušné hory | Jetřichovice (Dittersbach)                     | Sebnitz (Sebnice)                                           |                               | Děčín (Tetschen)                      | Ústí nad Labem (Aussig) | L a b s k é                 |                            |                       |                         |
| Sasko         | Sächsische Schweiz-Osterz- gebirge / Saské Švýcarsko-Východní Krušné hory | Hřensko (Herrnskretschen)                      | Sebnitz (Sebnice)                                           |                               | Děčín (Tetschen)                      | Ústí nad Labem (Aussig) | L a b s k é                 |                            |                       |                         |
| Sasko         | Sächsische Schweiz-Osterz- gebirge / Saské Švýcarsko-Východní Krušné hory | Bad Schandau (Žandov)                          |                                                             |                               | Děčín (Tetschen)                      | Ústí nad Labem (Aussig) | L a b s k é                 |                            |                       |                         |
| Sasko         | Sächsische Schweiz-Osterz- gebirge / Saské Švýcarsko-Východní Krušné hory | L a b e                                        |                                                             |                               | Děčín (Tetschen)                      | Ústí nad Labem (Aussig) |                             |                            |                       |                         |
| Sasko         | Sächsische Schweiz-Osterz- gebirge / Saské Švýcarsko-Východní Krušné hory | Reinhardtsdorf-Schöna                          |                                                             |                               | Děčín (Tetschen)                      | Ústí nad Labem (Aussig) |                             |                            |                       |                         |
| Sasko         | Sächsische Schweiz-Osterz- gebirge / Saské Švýcarsko-Východní Krušné hory | p í s k o v c e                                |                                                             |                               | Děčín (Tetschen)                      | Ústí nad Labem (Aussig) | Děčín (Tetschen)            |                            |                       |                         |
| Sasko         | Sächsische Schweiz-Osterz- gebirge / Saské Švýcarsko-Východní Krušné hory | p í s k o v c e                                | Gohrisch                                                    |                               | Děčín (Tetschen)                      | Ústí nad Labem (Aussig) | Děčín (Tetschen)            |                            |                       |                         |
| Sasko         | Sächsische Schweiz-Osterz- gebirge / Saské Švýcarsko-Východní Krušné hory | p í s k o v c e                                | Rosenthal-Bielatal                                          |                               | Děčín (Tetschen)                      | Ústí nad Labem (Aussig) | Děčín (Tetschen)            |                            |                       |                         |
| Sasko         | Sächsische Schweiz-Osterz- gebirge / Saské Švýcarsko-Východní Krušné hory | p í s k o v c e                                | Jílové u Děčína (Eulau)                                     |                               | Děčín (Tetschen)                      | Ústí nad Labem (Aussig) |                             |                            |                       |                         |
| Sasko         | Sächsische Schweiz-Osterz- gebirge / Saské Švýcarsko-Východní Krušné hory | p í s k o v c e                                |                                                             |                               | Tisá (Tissa)                          | Ústí nad Labem (Aussig) | Ústí nad Labem (Aussig)     |                            |                       |                         |
| Sasko         | Sächsische Schweiz-Osterz- gebirge / Saské Švýcarsko-Východní Krušné hory |                                                | Bad Gottleuba-Berggießhübel                                 |                               | Tisá (Tissa)                          | Ústí nad Labem (Aussig) | Ústí nad Labem (Aussig)     | K r u š n é h o r y        |                       |                         |
| Sasko         | Sächsische Schweiz-Osterz- gebirge / Saské Švýcarsko-Východní Krušné hory | Petrovice u Chabařovic (Peterswald)            | Bad Gottleuba-Berggießhübel                                 |                               |                                       | Ústí nad Labem (Aussig) | Ústí nad Labem (Aussig)     | K r u š n é h o r y        |                       |                         |
| Sasko         | Sächsische Schweiz-Osterz- gebirge / Saské Švýcarsko-Východní Krušné hory | Altenberg                                      |                                                             |                               |                                       | Ústí nad Labem (Aussig) | Ústí nad Labem (Aussig)     | K r u š n é h o r y        |                       |                         |
| Sasko         | Sächsische Schweiz-Osterz- gebirge / Saské Švýcarsko-Východní Krušné hory |                                                |                                                             | Krupka (Graupen)              | Teplice (Teplitz-Schönau)             | Ústí nad Labem (Aussig) |                             | K r u š n é h o r y        |                       |                         |
| Sasko         | Sächsische Schweiz-Osterz- gebirge / Saské Švýcarsko-Východní Krušné hory | Dubí (Eichwald)                                |                                                             |                               | Teplice (Teplitz-Schönau)             | Ústí nad Labem (Aussig) |                             | K r u š n é h o r y        |                       |                         |
| Sasko         | Sächsische Schweiz-Osterz- gebirge / Saské Švýcarsko-Východní Krušné hory | Košťany (Kosten)                               |                                                             |                               | Teplice (Teplitz-Schönau)             | Ústí nad Labem (Aussig) |                             | K r u š n é h o r y        |                       |                         |
| Sasko         | Sächsische Schweiz-Osterz- gebirge / Saské Švýcarsko-Východní Krušné hory | Mikulov v Krušných horách (Niklasberg)         |                                                             |                               | Teplice (Teplitz-Schönau)             | Ústí nad Labem (Aussig) |                             | K r u š n é h o r y        |                       |                         |
| Sasko         | Sächsische Schweiz-Osterz- gebirge / Saské Švýcarsko-Východní Krušné hory | Moldava (Moldau)                               |                                                             |                               | Teplice (Teplitz-Schönau)             | Ústí nad Labem (Aussig) |                             | K r u š n é h o r y        |                       |                         |
| Sasko         | Sächsische Schweiz-Osterz- gebirge / Saské Švýcarsko-Východní Krušné hory | Hermsdorf                                      |                                                             |                               | Teplice (Teplitz-Schönau)             | Ústí nad Labem (Aussig) |                             | K r u š n é h o r y        |                       |                         |
| Sasko         | Mittel- Sachsen / Střední Sasko                                           |                                                | Rechenberg-Bienenmühle                                      |                               | Teplice (Teplitz-Schönau)             | Ústí nad Labem (Aussig) |                             | K r u š n é h o r y        |                       |                         |
| Sasko         | Mittel- Sachsen / Střední Sasko                                           | Osek (Ossegg)                                  | Rechenberg-Bienenmühle                                      |                               | Teplice (Teplitz-Schönau)             | Ústí nad Labem (Aussig) |                             | K r u š n é h o r y        |                       |                         |
| Sasko         | Mittel- Sachsen / Střední Sasko                                           |                                                | Rechenberg-Bienenmühle                                      |                               | Český Jiřetín (Georgendorf)           | Ústí nad Labem (Aussig) | Most (Brüx)                 | K r u š n é h o r y        |                       |                         |
| Sasko         | Mittel- Sachsen / Střední Sasko                                           | Neuhausen                                      |                                                             |                               | Český Jiřetín (Georgendorf)           | Ústí nad Labem (Aussig) | Most (Brüx)                 | K r u š n é h o r y        |                       |                         |
| Sasko         | Mittel- Sachsen / Střední Sasko                                           | Klíny (Göhren)                                 |                                                             |                               |                                       | Ústí nad Labem (Aussig) | Most (Brüx)                 | K r u š n é h o r y        |                       |                         |
| Sasko         | Mittel- Sachsen / Střední Sasko                                           | Nová Ves v Horách (Gebirgsneudorf)             |                                                             |                               |                                       | Ústí nad Labem (Aussig) | Most (Brüx)                 | K r u š n é h o r y        |                       |                         |
| Sasko         | Erzgebirge / Krušné hory                                                  |                                                | Deutschneudorf                                              |                               |                                       | Ústí nad Labem (Aussig) | Most (Brüx)                 | K r u š n é h o r y        |                       |                         |
| Sasko         | Erzgebirge / Krušné hory                                                  | Hora Svaté Kateřiny (Sankt Katharinaberg)      | Deutschneudorf                                              |                               |                                       | Ústí nad Labem (Aussig) | Most (Brüx)                 | K r u š n é h o r y        |                       |                         |
| Sasko         | Erzgebirge / Krušné hory                                                  | Olbernhau                                      |                                                             |                               |                                       | Ústí nad Labem (Aussig) | Most (Brüx)                 | K r u š n é h o r y        |                       |                         |
| Sasko         | Erzgebirge / Krušné hory                                                  | Brandov (Brandau)                              |                                                             |                               |                                       | Ústí nad Labem (Aussig) | Most (Brüx)                 | K r u š n é h o r y        |                       |                         |
| Sasko         | Erzgebirge / Krušné hory                                                  |                                                |                                                             | Kalek (Kallich)               | Chomutov (Komotau)                    | Ústí nad Labem (Aussig) |                             | K r u š n é h o r y        |                       |                         |
| Sasko         | Erzgebirge / Krušné hory                                                  | Marienberg                                     |                                                             | Kalek (Kallich)               | Chomutov (Komotau)                    | Ústí nad Labem (Aussig) |                             | K r u š n é h o r y        |                       |                         |
| Sasko         | Erzgebirge / Krušné hory                                                  | Hora Svatého Šebestiána (Sankt Sebastiansberg) |                                                             |                               | Chomutov (Komotau)                    | Ústí nad Labem (Aussig) |                             | K r u š n é h o r y        |                       |                         |
| Sasko         | Erzgebirge / Krušné hory                                                  | Výsluní (Sonnenberg)                           |                                                             |                               | Chomutov (Komotau)                    | Ústí nad Labem (Aussig) |                             | K r u š n é h o r y        |                       |                         |
| Sasko         | Erzgebirge / Krušné hory                                                  | Kryštofovy Hamry (Christophhammer)             |                                                             |                               | Chomutov (Komotau)                    | Ústí nad Labem (Aussig) |                             | K r u š n é h o r y        |                       |                         |
| Sasko         | Erzgebirge / Krušné hory                                                  | Jöhstadt                                       |                                                             |                               | Chomutov (Komotau)                    | Ústí nad Labem (Aussig) |                             | K r u š n é h o r y        |                       |                         |
| Sasko         | Erzgebirge / Krušné hory                                                  | Königswalde                                    |                                                             |                               | Chomutov (Komotau)                    | Ústí nad Labem (Aussig) |                             | K r u š n é h o r y        |                       |                         |
| Sasko         | Erzgebirge / Krušné hory                                                  | Vejprty (Weipert)                              |                                                             |                               | Chomutov (Komotau)                    | Ústí nad Labem (Aussig) |                             | K r u š n é h o r y        |                       |                         |
| Sasko         | Erzgebirge / Krušné hory                                                  | Bärenstein                                     |                                                             |                               | Chomutov (Komotau)                    | Ústí nad Labem (Aussig) |                             | K r u š n é h o r y        |                       |                         |
| Sasko         | Erzgebirge / Krušné hory                                                  | Oberwiesenthal                                 |                                                             |                               | Chomutov (Komotau)                    | Ústí nad Labem (Aussig) |                             | K r u š n é h o r y        |                       |                         |
| Sasko         | Erzgebirge / Krušné hory                                                  | Loučná pod Klínovcem (Böhmisch Wiesenthal)     |                                                             |                               | Chomutov (Komotau)                    | Ústí nad Labem (Aussig) |                             | K r u š n é h o r y        |                       |                         |
| Sasko         | Erzgebirge / Krušné hory                                                  |                                                |                                                             | Jáchymov (Sankt Joachimsthal) | Karlovy Vary (Karlsbad)               | Karlovy Vary (Karlsbad) |                             | K r u š n é h o r y        |                       |                         |
| Sasko         | Erzgebirge / Krušné hory                                                  | Boží Dar (Gottesgab)                           |                                                             |                               | Karlovy Vary (Karlsbad)               | Karlovy Vary (Karlsbad) |                             | K r u š n é h o r y        |                       |                         |
| Sasko         | Erzgebirge / Krušné hory                                                  | Breitenbrunn                                   |                                                             |                               | Karlovy Vary (Karlsbad)               | Karlovy Vary (Karlsbad) |                             | K r u š n é h o r y        |                       |                         |
| Sasko         | Erzgebirge / Krušné hory                                                  | Potůčky (Breitenbach)                          |                                                             |                               | Karlovy Vary (Karlsbad)               | Karlovy Vary (Karlsbad) |                             | K r u š n é h o r y        |                       |                         |
| Sasko         | Erzgebirge / Krušné hory                                                  | Johanngeorgenstadt                             |                                                             |                               | Karlovy Vary (Karlsbad)               | Karlovy Vary (Karlsbad) |                             | K r u š n é h o r y        |                       |                         |
| Sasko         | Erzgebirge / Krušné hory                                                  | Nové Hamry (Neuhammer bei Karlsbad)            |                                                             |                               | Karlovy Vary (Karlsbad)               | Karlovy Vary (Karlsbad) |                             | K r u š n é h o r y        |                       |                         |
| Sasko         | Erzgebirge / Krušné hory                                                  | Eibenstock                                     |                                                             |                               | Karlovy Vary (Karlsbad)               | Karlovy Vary (Karlsbad) |                             | K r u š n é h o r y        |                       |                         |
| Sasko         | Erzgebirge / Krušné hory                                                  |                                                |                                                             | Přebuz (Frühbuß)              | Sokolov (Falkenau)                    | Karlovy Vary (Karlsbad) |                             | K r u š n é h o r y        |                       |                         |
| Sasko         | Vogtland / Fojtsko                                                        |                                                | Muldenhammer                                                |                               | Sokolov (Falkenau)                    | Karlovy Vary (Karlsbad) |                             | K r u š n é h o r y        |                       | Stříbrná (Silberbach)   |
| Sasko         | Vogtland / Fojtsko                                                        |                                                | Klingenthal                                                 |                               | Sokolov (Falkenau)                    | Karlovy Vary (Karlsbad) | E l s t e r g e b i r g e   |                            |                       | Stříbrná (Silberbach)   |
| Sasko         | Vogtland / Fojtsko                                                        | Bublava (Schwaderbach)                         | Klingenthal                                                 |                               | Sokolov (Falkenau)                    | Karlovy Vary (Karlsbad) | E l s t e r g e b i r g e   |                            |                       |                         |
| Sasko         | Vogtland / Fojtsko                                                        | Kraslice (Graslitz)                            | Klingenthal                                                 |                               | Sokolov (Falkenau)                    | Karlovy Vary (Karlsbad) | E l s t e r g e b i r g e   |                            |                       |                         |
| Sasko         | Vogtland / Fojtsko                                                        | Markneukirchen                                 |                                                             |                               | Sokolov (Falkenau)                    | Karlovy Vary (Karlsbad) | E l s t e r g e b i r g e   |                            |                       |                         |
| Sasko         | Vogtland / Fojtsko                                                        |                                                |                                                             | Luby (Schönbach)              | Cheb (Eger)                           | Karlovy Vary (Karlsbad) | E l s t e r g e b i r g e   |                            |                       |                         |
| Sasko         | Vogtland / Fojtsko                                                        | Bad Brambach                                   |                                                             | Luby (Schönbach)              | Cheb (Eger)                           | Karlovy Vary (Karlsbad) | E l s t e r g e b i r g e   |                            |                       |                         |
| Sasko         | Vogtland / Fojtsko                                                        | Plesná (Fleißen)                               |                                                             |                               | Cheb (Eger)                           | Karlovy Vary (Karlsbad) | E l s t e r g e b i r g e   |                            |                       |                         |
| Sasko         | Vogtland / Fojtsko                                                        | Skalná (Wildstein)                             |                                                             |                               | Cheb (Eger)                           | Karlovy Vary (Karlsbad) | E l s t e r g e b i r g e   |                            |                       |                         |
| Sasko         | Vogtland / Fojtsko                                                        | Vojtanov (Voitersreuth)                        |                                                             |                               | Cheb (Eger)                           | Karlovy Vary (Karlsbad) | E l s t e r g e b i r g e   |                            |                       |                         |
| Sasko         | Vogtland / Fojtsko                                                        | Hazlov (Haslau)                                |                                                             |                               | Cheb (Eger)                           | Karlovy Vary (Karlsbad) | E l s t e r g e b i r g e   |                            |                       |                         |
| Sasko         | Vogtland / Fojtsko                                                        | Aš (Asch)                                      |                                                             |                               | Cheb (Eger)                           | Karlovy Vary (Karlsbad) | E l s t e r g e b i r g e   |                            |                       |                         |
| Sasko         | Vogtland / Fojtsko                                                        | Bad Elster                                     |                                                             |                               | Cheb (Eger)                           | Karlovy Vary (Karlsbad) | E l s t e r g e b i r g e   |                            |                       |                         |
| Sasko         | Vogtland / Fojtsko                                                        | Hranice u Aše (Roßbach)                        |                                                             |                               | Cheb (Eger)                           | Karlovy Vary (Karlsbad) | E l s t e r g e b i r g e   |                            |                       |                         |
| Sasko         | Vogtland / Fojtsko                                                        | Adorf                                          |                                                             |                               | Cheb (Eger)                           | Karlovy Vary (Karlsbad) | E l s t e r g e b i r g e   |                            |                       |                         |
| Sasko         | Vogtland / Fojtsko                                                        | Eichigt                                        |                                                             |                               | Cheb (Eger)                           | Karlovy Vary (Karlsbad) | E l s t e r g e b i r g e   |                            |                       |                         |
| Bavorsko      | Hof                                                                       |                                                | Regnitzlosau                                                |                               | Cheb (Eger)                           | Karlovy Vary (Karlsbad) | F i c h t e l g e b i r g e |                            |                       |                         |
| Bavorsko      | Hof                                                                       | Rehau                                          |                                                             |                               | Cheb (Eger)                           | Karlovy Vary (Karlsbad) | F i c h t e l g e b i r g e |                            |                       |                         |
| Bavorsko      | Hof                                                                       | Krásná (Schönbach b. Asch)                     |                                                             |                               | Cheb (Eger)                           | Karlovy Vary (Karlsbad) | F i c h t e l g e b i r g e |                            |                       |                         |
| Bavorsko      | Hof                                                                       | Aš (Asch)                                      |                                                             |                               | Cheb (Eger)                           | Karlovy Vary (Karlsbad) | F i c h t e l g e b i r g e |                            |                       |                         |
| Bavorsko      | Wunsiedel im Fichtel- gebirge                                             |                                                | Selb                                                        |                               | Cheb (Eger)                           | Karlovy Vary (Karlsbad) | F i c h t e l g e b i r g e |                            |                       |                         |
| Bavorsko      | Wunsiedel im Fichtel- gebirge                                             | Hazlov (Haslau)                                | Selb                                                        |                               | Cheb (Eger)                           | Karlovy Vary (Karlsbad) | F i c h t e l g e b i r g e |                            |                       |                         |
| Bavorsko      | Wunsiedel im Fichtel- gebirge                                             | Libá (Liebenstein)                             | Selb                                                        |                               | Cheb (Eger)                           | Karlovy Vary (Karlsbad) | F i c h t e l g e b i r g e |                            |                       |                         |
| Bavorsko      | Wunsiedel im Fichtel- gebirge                                             | Hohenberg an der Eger                          |                                                             |                               | Cheb (Eger)                           | Karlovy Vary (Karlsbad) | F i c h t e l g e b i r g e |                            |                       |                         |
| Bavorsko      | Wunsiedel im Fichtel- gebirge                                             | Schirnding                                     |                                                             |                               | Cheb (Eger)                           | Karlovy Vary (Karlsbad) | F i c h t e l g e b i r g e |                            |                       |                         |
| Bavorsko      | Wunsiedel im Fichtel- gebirge                                             | Cheb (Eger)                                    |                                                             |                               | Cheb (Eger)                           | Karlovy Vary (Karlsbad) | F i c h t e l g e b i r g e |                            |                       |                         |
| Bavorsko      | Wunsiedel im Fichtel- gebirge                                             | Pomezí nad Ohří (Mühlbach)                     |                                                             |                               | Cheb (Eger)                           | Karlovy Vary (Karlsbad) | F i c h t e l g e b i r g e |                            |                       |                         |
| Bavorsko      | Tirschen- reuth                                                           |                                                | Waldsassen                                                  |                               | Cheb (Eger)                           | Karlovy Vary (Karlsbad) | F i c h t e l g e b i r g e |                            |                       |                         |
| Bavorsko      | Tirschen- reuth                                                           | O b e r p f ä l z e r W a l d                  | Waldsassen                                                  |                               | Cheb (Eger)                           | Karlovy Vary (Karlsbad) |                             | Cheb (Eger)                |                       |                         |
| Bavorsko      | Tirschen- reuth                                                           | O b e r p f ä l z e r W a l d                  | Waldsassen                                                  | Lipová u Chebu (Lindenhau)    | Cheb (Eger)                           | Karlovy Vary (Karlsbad) |                             |                            |                       |                         |
| Bavorsko      | Tirschen- reuth                                                           | O b e r p f ä l z e r W a l d                  | Neualbenreuth (Nová Mýtina)                                 |                               | Cheb (Eger)                           | Karlovy Vary (Karlsbad) |                             |                            |                       |                         |
| Bavorsko      | Tirschen- reuth                                                           | O b e r p f ä l z e r W a l d                  | Stará Voda u Mariánských Lázní (Altwasser)                  |                               | Cheb (Eger)                           | Karlovy Vary (Karlsbad) |                             |                            |                       |                         |
| Bavorsko      | Tirschen- reuth                                                           | O b e r p f ä l z e r W a l d                  | Mähring                                                     |                               | Cheb (Eger)                           | Karlovy Vary (Karlsbad) |                             |                            |                       |                         |
| Bavorsko      | Tirschen- reuth                                                           | O b e r p f ä l z e r W a l d                  | Tři Sekery (Dreihacken)                                     |                               | Cheb (Eger)                           | Karlovy Vary (Karlsbad) |                             |                            |                       |                         |
| Bavorsko      | Tirschen- reuth                                                           | O b e r p f ä l z e r W a l d                  |                                                             |                               | Broumov u Zadního Chodova (Promenhof) | Tachov (Tachau)         | Plzeň (Pilsen)              |                            |                       |                         |
| Bavorsko      | Tirschen- reuth                                                           | O b e r p f ä l z e r W a l d                  | Chodský Újezd (Heiligenkreuz)                               |                               |                                       | Tachov (Tachau)         | Plzeň (Pilsen)              |                            |                       |                         |
| Bavorsko      | Tirschen- reuth                                                           | O b e r p f ä l z e r W a l d                  | Halže (Hals)                                                |                               |                                       | Tachov (Tachau)         | Plzeň (Pilsen)              |                            |                       |                         |
| Bavorsko      | Tirschen- reuth                                                           | O b e r p f ä l z e r W a l d                  | Bärnau (Bernov)                                             |                               |                                       | Tachov (Tachau)         | Plzeň (Pilsen)              |                            |                       |                         |
| Bavorsko      | Tirschen- reuth                                                           | O b e r p f ä l z e r W a l d                  | Lesná u Tachova (Schönwald)                                 |                               |                                       | Tachov (Tachau)         | Plzeň (Pilsen)              |                            |                       |                         |
| Bavorsko      | Neustadt an der Waldnaab                                                  | O b e r p f ä l z e r W a l d                  |                                                             | Flossenbürg                   |                                       | Tachov (Tachau)         | Plzeň (Pilsen)              |                            |                       |                         |
| Bavorsko      | Neustadt an der Waldnaab                                                  | O b e r p f ä l z e r W a l d                  | Georgenberg (Jiřín)                                         |                               |                                       | Tachov (Tachau)         | Plzeň (Pilsen)              |                            |                       |                         |
| Bavorsko      | Neustadt an der Waldnaab                                                  | O b e r p f ä l z e r W a l d                  |                                                             | Waidhaus                      |                                       | Tachov (Tachau)         | Plzeň (Pilsen)              |                            |                       | Rozvadov (Roßhaupt)     |
| Bavorsko      | Neustadt an der Waldnaab                                                  | O b e r p f ä l z e r W a l d                  | Eslarn                                                      |                               |                                       | Tachov (Tachau)         | Plzeň (Pilsen)              |                            |                       | Rozvadov (Roßhaupt)     |
| Bavorsko      | Neustadt an der Waldnaab                                                  | O b e r p f ä l z e r W a l d                  | Třemešné (Zemschen)                                         |                               |                                       | Tachov (Tachau)         | Plzeň (Pilsen)              |                            |                       |                         |
| Bavorsko      | Neustadt an der Waldnaab                                                  | O b e r p f ä l z e r W a l d                  |                                                             |                               | Bělá nad Radbuzou (Weißensulz)        | Domažlice (Taus)        | Plzeň (Pilsen)              |                            |                       |                         |
| Bavorsko      | Schwandorf                                                                | O b e r p f ä l z e r W a l d                  |                                                             | Schönsee                      | Bělá nad Radbuzou (Weißensulz)        | Domažlice (Taus)        | Plzeň (Pilsen)              |                            |                       |                         |
| Bavorsko      | Schwandorf                                                                | O b e r p f ä l z e r W a l d                  | Stadlern                                                    |                               | Bělá nad Radbuzou (Weißensulz)        | Domažlice (Taus)        | Plzeň (Pilsen)              |                            |                       |                         |
| Bavorsko      | Schwandorf                                                                | O b e r p f ä l z e r W a l d                  | Rybník nad Radbuzou (Waier)                                 |                               |                                       | Domažlice (Taus)        | Plzeň (Pilsen)              |                            |                       |                         |
| Bavorsko      | Cham                                                                      | O b e r p f ä l z e r W a l d                  |                                                             | Tiefenbach                    |                                       | Domažlice (Taus)        | Plzeň (Pilsen)              |                            |                       |                         |
| Bavorsko      | Cham                                                                      | O b e r p f ä l z e r W a l d                  |                                                             | Treffelstein                  |                                       | Domažlice (Taus)        | Plzeň (Pilsen)              |                            |                       | Nemanice (Wassersuppen) |
| Bavorsko      | Cham                                                                      | O b e r p f ä l z e r W a l d                  | Waldmünchen Mnichov nad Lesy                                |                               |                                       | Domažlice (Taus)        | Plzeň (Pilsen)              |                            |                       | Nemanice (Wassersuppen) |
| Bavorsko      | Cham                                                                      | O b e r p f ä l z e r W a l d                  | Pec pod Čerchovem (Hochofen)                                |                               |                                       | Domažlice (Taus)        | Plzeň (Pilsen)              |                            |                       |                         |
| Bavorsko      | Cham                                                                      | O b e r p f ä l z e r W a l d                  | Furth im Wald (Brod nad Lesy)                               |                               |                                       | Domažlice (Taus)        | Plzeň (Pilsen)              |                            |                       |                         |
| Bavorsko      | Cham                                                                      | O b e r p f ä l z e r W a l d                  | Všeruby u Kdyně (Neumark)                                   |                               |                                       | Domažlice (Taus)        | Plzeň (Pilsen)              |                            |                       |                         |
| Bavorsko      | Cham                                                                      | O b e r p f ä l z e r W a l d                  | Eschlkam                                                    |                               |                                       | Domažlice (Taus)        | Plzeň (Pilsen)              |                            |                       |                         |
| Bavorsko      | Cham                                                                      | O b e r p f ä l z e r W a l d                  | Neukirchen beim Heiligen Blut                               |                               |                                       | Domažlice (Taus)        | Plzeň (Pilsen)              |                            |                       |                         |
| Bavorsko      | Cham                                                                      | O b e r p f ä l z e r W a l d                  |                                                             |                               | Chudenín (Chudiwa)                    | Klatovy (Klattau)       | Plzeň (Pilsen)              |                            |                       |                         |
| Bavorsko      | Cham                                                                      | O b e r p f ä l z e r W a l d                  | Hamry na Šumavě (Hammern)                                   |                               |                                       | Klatovy (Klattau)       | Plzeň (Pilsen)              |                            |                       |                         |
| Bavorsko      | Cham                                                                      | O b e r p f ä l z e r W a l d                  | Lam                                                         |                               |                                       | Klatovy (Klattau)       | Plzeň (Pilsen)              |                            |                       |                         |
| Bavorsko      | Cham                                                                      | O b e r p f ä l z e r W a l d                  | Lohberg                                                     |                               |                                       | Klatovy (Klattau)       | Plzeň (Pilsen)              |                            |                       |                         |
| Bavorsko      | Cham                                                                      | O b e r p f ä l z e r W a l d                  | Železná Ruda (Markt Eisenstein)                             |                               |                                       | Klatovy (Klattau)       | Plzeň (Pilsen)              |                            |                       |                         |
| Bavorsko      | Regen                                                                     |                                                | Bayerisch Eisenstein (Bavorská Železná Ruda, Bavorská Ruda) |                               | Š u m a v a / B a v o r s k ý l e s   | Klatovy (Klattau)       | Plzeň (Pilsen)              |                            |                       |                         |
| Bavorsko      | Regen                                                                     | Lindberg                                       |                                                             |                               | Š u m a v a / B a v o r s k ý l e s   | Klatovy (Klattau)       | Plzeň (Pilsen)              |                            |                       |                         |
| Bavorsko      | Regen                                                                     | Prášily (Stubenbach)                           |                                                             |                               | Š u m a v a / B a v o r s k ý l e s   | Klatovy (Klattau)       | Plzeň (Pilsen)              |                            |                       |                         |
| Bavorsko      | Regen                                                                     | Modrava (Mader)                                |                                                             |                               | Š u m a v a / B a v o r s k ý l e s   | Klatovy (Klattau)       | Plzeň (Pilsen)              |                            |                       |                         |
| Bavorsko      | Regen                                                                     | Frauenau                                       |                                                             |                               | Š u m a v a / B a v o r s k ý l e s   | Klatovy (Klattau)       | Plzeň (Pilsen)              |                            |                       |                         |
| Bavorsko      | Freyung- Grafenau                                                         |                                                | Sankt Oswald-Riedlhütte                                     |                               | Š u m a v a / B a v o r s k ý l e s   | Klatovy (Klattau)       | Plzeň (Pilsen)              |                            |                       |                         |
| Bavorsko      | Freyung- Grafenau                                                         | Sankt Oswald                                   |                                                             |                               | Š u m a v a / B a v o r s k ý l e s   | Klatovy (Klattau)       | Plzeň (Pilsen)              |                            |                       |                         |
| Bavorsko      | Freyung- Grafenau                                                         | Waldhäuserwald                                 |                                                             |                               | Š u m a v a / B a v o r s k ý l e s   | Klatovy (Klattau)       | Plzeň (Pilsen)              |                            |                       |                         |
| Bavorsko      | Freyung- Grafenau                                                         | Neuschönau                                     |                                                             |                               | Š u m a v a / B a v o r s k ý l e s   | Klatovy (Klattau)       | Plzeň (Pilsen)              |                            |                       |                         |
| Bavorsko      | Freyung- Grafenau                                                         | Schönbrunner Wald                              |                                                             |                               | Š u m a v a / B a v o r s k ý l e s   | Klatovy (Klattau)       | Plzeň (Pilsen)              |                            |                       |                         |
| Bavorsko      | Freyung- Grafenau                                                         | Mauther Forst                                  |                                                             |                               | Š u m a v a / B a v o r s k ý l e s   | Klatovy (Klattau)       | Plzeň (Pilsen)              |                            |                       |                         |
| Bavorsko      | Freyung- Grafenau                                                         |                                                |                                                             | Kvilda (Außergefild)          | Š u m a v a / B a v o r s k ý l e s   | Prachatice (Prachatitz) | Jihočeský (Südböhmen)       |                            |                       |                         |
| Bavorsko      | Freyung- Grafenau                                                         | Borová Lada (Ferchenhaid)                      |                                                             |                               | Š u m a v a / B a v o r s k ý l e s   | Prachatice (Prachatitz) | Jihočeský (Südböhmen)       |                            |                       |                         |
| Bavorsko      | Freyung- Grafenau                                                         | Strážný (Kuschwarda)                           |                                                             |                               | Š u m a v a / B a v o r s k ý l e s   | Prachatice (Prachatitz) | Jihočeský (Südböhmen)       |                            |                       |                         |
| Bavorsko      | Freyung- Grafenau                                                         | Philippsreut                                   |                                                             |                               | Š u m a v a / B a v o r s k ý l e s   | Prachatice (Prachatitz) | Jihočeský (Südböhmen)       |                            |                       |                         |
| Bavorsko      | Freyung- Grafenau                                                         | Philippsreuter Wald                            |                                                             |                               | Š u m a v a / B a v o r s k ý l e s   | Prachatice (Prachatitz) | Jihočeský (Südböhmen)       |                            |                       |                         |
| Bavorsko      | Freyung- Grafenau                                                         | Haidmühle                                      |                                                             |                               | Š u m a v a / B a v o r s k ý l e s   | Prachatice (Prachatitz) | Jihočeský (Südböhmen)       |                            |                       |                         |
| Bavorsko      | Freyung- Grafenau                                                         | Nová Pec (Neuofen)                             |                                                             |                               | Š u m a v a / B a v o r s k ý l e s   | Prachatice (Prachatitz) | Jihočeský (Südböhmen)       |                            |                       |                         |
| Bavorsko      | Freyung- Grafenau                                                         | Frauenberger und Duschlberger Wald             |                                                             |                               | Š u m a v a / B a v o r s k ý l e s   | Prachatice (Prachatitz) | Jihočeský (Südböhmen)       |                            |                       |                         |
| Bavorsko      | Freyung- Grafenau                                                         | Pleckensteiner Wald                            |                                                             |                               | Š u m a v a / B a v o r s k ý l e s   | Prachatice (Prachatitz) | Jihočeský (Südböhmen)       |                            |                       |                         |
| Rakousko      |                                                                           |                                                |                                                             |                               |                                       |                         |                             |                            |                       |                         |